# Брыкалов, Владимир Григорьевич
Владимир Григорьевич Брыкалов (18.05.1926, Ивановская область — 27.08.2010) — генеральный директор Шуйского производственного ткацко-отделочного объединения.

## Биография
Родился 18 мая 1926 года в городе Шуе Ивановской области в семье рабочих- текстильщиков. После окончания 7 классов поступил в Шуйский индустриальный техникум на электротехническое отделение, но учёбу не закончил.
В 1943 году, с третьего курса, был призван в Красную Армию. Участник Великой Отечественной войны. После войны продолжил службу проходил на Тихоокеанском флоте, на острове Парамушир. В 1949 коду вступил в КПСС,
После демобилизации в 1950 году вернулся домой, продолжил учёбу в Шуйском индустриальном техникуме. После окончания техникума в 1952 году пришел работать на Шуйскую ткацко-отделочную фабрику, с которой была связана вся его трудовая биография. Здесь он работал электромонтером, заместителем и начальником электроцеха, главным механиком. В 1960 году окончил Ивановский текстильный институт им. M.B. Фрунзе.
В 1971 году был назначен директором фабрики, в 1980 году — генеральным директором объединения. Под непосредственным руководством Брыкалова были проведены значительные работы по реконструкции и техническому перевооружению предприятия. Была построена новая красильно-отделочная фабрика. Коллектив успешно выполнял планы и социалистические обязательства.
Указом Президиума Верховного Совета СССР от 23 мая 1986 года за досрочное выполнение заданий XI пятилетки и социалистических обязательств, большой личный вклад в увеличение выпуска товаров народно потребления и проявленную трудовую доблесть Брыкалову Владимиру Григорьевичу присвоено звание Героя Социалистического Труда с вручением ордена Ленина и золотой медали «Серп и Молот».
Избирался депутатом Верховного Совета РСФСР 10-го и 11-го созывов.
На заслуженный отдых ушел с должности генерального директора хлопчатобумажного комбината «Шуйские ситцы». Почётный гражданин города Шуи
Жил в городе Шуе. Скончался 27 августа 2010 года. Похоронен на Троицком кладбище города Шуи.
Награды
Награждён двумя орденами Ленина, двумя орденами Трудового Красного Знамени, орденом Отечественной войны 2-й степени, медалями.